# Lateracanthus
Lateracanthus is een geslacht van eenoogkreeftjes uit de familie van de Chondracanthidae. De wetenschappelijke naam van het geslacht is voor het eerst geldig gepubliceerd in 1966 door Kabata & Gusev.

## Soorten
- Lateracanthus curtus Kabata, 1993
- Lateracanthus novus Kabata, 1992
- Lateracanthus quadripedis Kabata & Gusev, 1966